# بالگردگاه لا پین
بالگردگاه لا پین  (به انگلیسی: La Pine Heliport) یک فرودگاه خصوصی است. این فرودگاه در شهر لا پینه، اورگن کشور ایالات متحده آمریکا قرار دارد و در ارتفاع ۱۲۸۹ متری از سطح دریا واقع شده است.